# 石原直哉
石原 直哉（いしはら なおや、1967年12月20日 - ）は、日本の俳優。栃木県出身。stone production所属。以前は有限会社ネオ企画に所属していた。
身長173cm。趣味は水泳、野球、スキー、サッカー。特技は殺陣、乗馬、少林寺拳法、正道空手。

## 出演

### 映画
- シコふんじゃった。
- 新スパイガール大作戦 〜惑星からの侵略者〜
- 幕末純情伝
- 花のお江戸の釣りバカ日誌
- 満月 MR.MOONLIGHT
- 四十七人の刺客
- 落陽

### テレビ
NHK
- しくじり鏡三郎
- 新・半七捕物帳
- 大河ドラマ
  - 武田信玄
  - 北条時宗
  - 武蔵 MUSASHI

日本テレビ
- 火曜サスペンス劇場 ※ナレーションも担当
  - 九門法律相談所

TBS
- 天までとどけ 5
- 浮浪雲

MBS
- ウルトラシリーズ
  - ウルトラマンティガ
  - ウルトラマンガイア

フジテレビ
- 女弁護士水島由里子の危険な事件ファイル
- 教師びんびん物語 ※デビュー作[1]
- 剣客商売 ※藤田まこと版
- 盤嶽の一生
- 幽霊のドロボー日記

テレビ朝日
- 土曜ワイド劇場
  - 警視庁女性捜査班
  - 再会殺人事件 エリート警視と人情弁護士
  - 武田信玄なるほど連続殺人事件
- 特捜9

テレビ東京
- 女無宿人 半身のお紺
- 水曜ミステリー9
  - 警視庁特捜対策室 迷宮捜査の女
- 宮本武蔵

### Vシネマ
- 獣のように・完結編（1992年）
- 実録・籠寅三代目 合田幸一 関西二十日会篇
- 修羅がゆく
- JINGI 仁義
- 武闘派仁義 全面抗争篇
- 本気!
- 極道の紋章 レジェンド1（2021年） - 京阪連合若頭補佐 沖田連合会長 牛島佳祐

### CM
- 日本たばこ産業 ウインストン・キャビン・ワン・100s / Zippo キャビン CABIN YES